# Y Большого Пса
Y Большого Пса (лат. Y Canis Majoris) — одиночная переменная звезда в созвездии Большого Пса на расстоянии (вычисленном из значения параллакса) приблизительно 3263 световых лет (около 1000 парсеков) от Солнца. Видимая звёздная величина звезды — от более +13m до +10,7m.

## Характеристики
Y Большого Пса — красная пульсирующая переменная звезда, мирида (M) спектрального класса M8e:.